# Храм с крещальней «Атка»
Храм с крещальней «Атка», также Храм с крещальней, Храм Атка — условное название средневековой пещерной церкви Инкерманского монастыря. Вырублена в известняке на высоте 25—30 м от основания Монастырской скалы, в её южной части, со стороны Гайтанской балки.
Посвящение церкви не установлено и в исторической науке закрепилось условное название «Храм с крещальней Атка» с вариантами «Храм с крещальней», «Храм Атки». Николай Репников и Андрей Виноградов датируют возникновение храма XIII веком, Юрий Могаричёв — XIV веком.

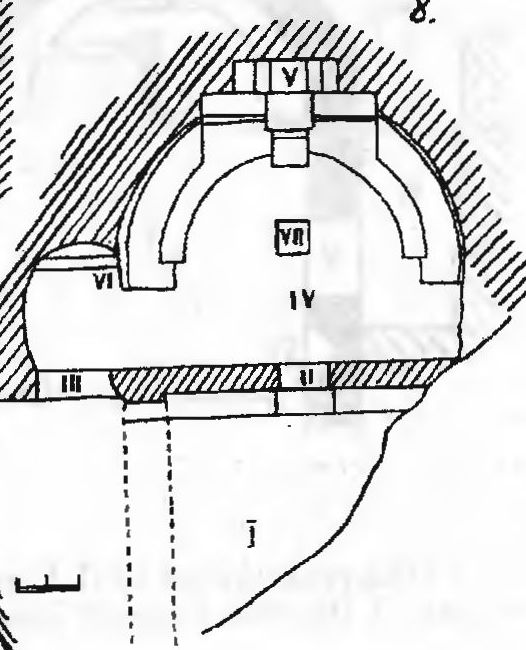
План храма работы Д. М. Струкова

## Описание
Церковь частично разрушена старым обвалом скалы, в результате утрачена примерно половина помещения по диагонали. До настоящего времени сохранилась апсида и северная часть с баптистерием. Тем же обвалом уничтожены подходы (ступени в скале, или наклонные тропы) — исследователи XIX века уже застали её в таком виде. Об этом рассказал Бертье-Делагард в письме Латышеву: 
До этой надписи я добирался, можно сказать, с опасностью для жизни, при помощи лестниц и верёвок…
В храме была одна апсида, конха которой опиралась на три ниши вырубленные в скале. Вдоль восточной стены алтаря, пол которого был на 0,1 м выше остальной части помещения, высекли полукруглый двухступенчатый синтрон. С северной стороны, на том же уровне, примыкал жертвенник с нишей в стене. В полу имеется прямоугольное углубление 0,35 на 0,32 м для установки престола. По кромке алтаря стояла алтарная преграда (не сохранилась), которую Д. Струков считал сплошной, а В. Чепелев полагал, что её высота была 1 м.
Слева от жертвенника прорублен дверной проём размерами 1,6 на 0,6 м в боковое помещение неправильной в плане формы с баптистерием с вырубленными в скале колоннами. Ещё левее, в северной стене дверь вела в усыпальницу с высеченной в полу гробницей, над которой вырублены гнезда для деревянного перекрытия. На северо-восточной стене ниша, возле которой находится шестистрочная греческая надпись.

## Фрески
Фресковые росписи, в настоящее время практически неразличимые, имелись в апсиде храма, в баптистерии и усыпальнице.. В историографии конца XVIII—XIX в. их подробное описание отсутствует. Лишь Д. М. Струков оставил краткое упоминание: «В алтаре у стены престол со впадиною вверху; над престолом по стене надпись и остатки фресковых изображений святых в облачениях». А. Л. Бертье-Делагард по поводу фресок писап в 1886 году: «Издали ещё эта церковь узнается по остаткам живописи на своде, вблизи, однако ничего определённого нельзя разобрать и даже затрудняюсь назвать род краски: по-видимому, масляная по очень тонкому слою». По сведению В. Н. Чепелева (1927 год), росписи во второй половине 20-х гг. XX в. ещё были различимы в углублении апсиды и на своде синтрона с преобладанием буро-красных и серо-коричневых оттенков в колористическом решении. В центре росписи — фигуры из Деисуса. На скамье сохранялся геометрический орнамент в виде параллельных зигзагообразных линий красного и чёрного цветов. Роспись, по мнению В. Чепелева, аналогична росписям церкви Успения Эски-Кермена. Н. И. Репников в 1937 году описывал состояние стенописи: «Храм был оштукатурен и расписан фресками. Фрагменты закоптевших и затянутых „ямчугой“… стенописей имеются у вырубной гробницы, крещальни и в алтаре. На боковой стене алтаря контуры фигур святителей в рост, по низу панель из параллельных зигзагообразных линий красного и чёрного цветов, образующих треугольники. Стиль фрагментов живописи, равно орнаментальная панель, идентична росписям Эски-Кермена XIII в.».

## Надпись
В северо-западной части храма, в вырубленном в северной стене аркосолии с двумя захоронениями, датируемом по архитектуре и литургическому устройству поздневизантийским временем, размещена надпись на византийском греческом языке.
ср.-греч. + Ἐκημήθ(η)σαν ὑ δοῦλη τοῦ θ(εο)ῦ Ἀβράμης υ(- - -), α´ θ(έσεως) κα̣[ὶ ὁ?] κόμης μηνὶ πρότο ἰς̣ ἡ-μ(έραν) η´ · κὲ Κο[σμ]ᾶς, α´ θ(έσεως) κα[ὶ] resp. κ(αὶ) ὁ κ[ό-] 5μης, μη̣νὶ [. ἰς], ἡ-μ(έραν) τ(ὴν) κθ (?)
Копия надписи впервые была опубликована Д. М. Струковым в 1876 году. В 1885 году А. Л. Бертье-Делагард также сделал копию, разместив рисунок в статье «Остатки древних сооружений в окрестностях Севастополя и пещерные города Крыма» и сообщив, что «…надпись… довольно хорошо сохранившаяся» Копию надписи Александр Львович показал Юргевичу, который посчитал её, исходя из способа письма и безграмотности, довольно поздней (то есть, татрских времён). Смысл текста Юргевич истолковал так, что, якобы, она повествует о двух женщинах по фамилии Атку, похороненных в могиле в разное время. Критикуя такой вывод, Бертье-Делагард отмечал, что, во первых, могила явно одноместная, и что надпись ни видом камня, ни качеством работы не отличается от остального храма. На замечание об использовании в надписи масляной краски Бертье-Делагард предполагает, что это — подновление при позднейшей реставрации Бертье-Делагард передал скопированную надпись Латышеву, который, проанализировав текст, предложил перевод с несколькими неясностями: «Упокоились рабы божия Аврамий сын (?) Атка комит месяца первого 19 дня…, и Косма Атка комит месяца Марта 6329 (?)». Наибольшие сомнения вызывала плохо читаемая первая буква, обозначающая год. По рассуждениям учёного, она могла быть истолкована и как «6», и как «7». Латышев считал невозможным читать её как «6» — тогда получался 821 год, что противоречило всему характеру письма, и тем более, в варианте семёрки выходил 1821 год, что, в общем, даже не рассматривалось.
В современном переводе Виноградова текст, с учётом лакун, выглядит так: «Почили рабы Божьи Авраамий, …, первого разряда и комит, 8 числа первого месяца; и Ко[см]а, первого разряда и к[о]мит, 29 числа …-го месяца» (слово « Атка» в данном переводе не фигурирует). По мнению Виноградова, Авраамий и Косма могли быть ктиторами храма. Учёный определяет церковь, как одну «из самых „развитых“ в поздневизантийском Горном Крыму»: обособленные жертвенник и крещальня более ни в одном пещерном храме пока не найдены. Также допускается существование небольшого монастыря с центром в данном храме. Учитывая сложность и большой объём строительства, предполагается, что Авраамий и Косма, занимавшие высокие должности комитов, возможно, были местными феодалами, либо могли принадлежать к высшему классу феодоритских чиновников. Палеографически Виноградов относит надпись к поздневизантийскому периоду, но, исходя из исторических реалий датирует её XIII веком. В надписях Таврики имя «Авраамий» больше не встречается, «Косма» упоминается в сугдейском синаксаре среди пометок XII—XV века. В настоящее время нижняя часть надписи, то есть, больше половины текста, погибло.

## История изучения
Считается, что первое описаие храма сделал Пётр Паллас в труде 1794 года «Наблюдения, сделанные во время путешествия по южным наместничествам Русского государства в 1793—1794 годах», но, судя по упоминаемой учёным лестнице, ведущей на площадку крепости, это другое помещение. Ту же пещеру, опираясь на труд Палласа, описал и Муравьёв-Апостол в книге «Путешествие по Тавриде в 1820 году». Описание Петра Кеппена 1837 года, фактически, повторяет текст Палласа. Так же описание комплекса пещер «Анфилады» содержится в работе Захара Аркаса 1879 года, совпадающем в деталях с текстом Палласа.
Первое научное описание памятника оставил Д. М. Струков в труде 1876 года «Древние памятники христианства в Тавриде», в 1886 году публикуется статья Бертье-Делагарда «Остатки древних сооружений в окрестностях Севастополя и пещерные города Крыма» (ЗООИД, том XIV). В 1927 году в сборнике «Труды этнографо-археологического музея 1 МГУ» выходит подробная статья о храме В. Н. Чепелева. Детально храм обследовала Инкерманская экспедиция ГАИМК 1937 года под руководством Репникова. В наше время памятник описывался в трудах Могаричёва 1993 года и 1997 года и Т. А. Бобровского и Е. Е. Чуевой «К вопросу о характере пещерных комплексов Инкерманской долины».